# Робърт Гибсън
Робърт Лий „Хут“ Гибсън (на английски: Robert Lee „Hoot“ Gibson) е американски тест пилот и астронавт, ветеран на НАСА, участник в пет космически полета.

## Образование
Гибсън завършва колеж в Хънтингтън, Ню Йорк като първенец на випуска през 1964 г. и колежа в Съфолк през 1966 г. със специалност инженер. През 1969 г. получава бакалавърска степен по аерокосмическо инженерство от Политехническия университет на Калифорния.

## Военна кариера
Постъпва на активна служба в USN през 1969 г. Завършва школата за морски пилоти в Пенсакола, Флорида. След допълнително бойно обучение в Кингсвил, Тексас е зачислен като боен пилот в ескадрила 121 (VF-121) оперираща със самолет F-4Е Phantom II. По – късно е прехвърлен в бойните ескадрили 111 (VF-111) базирана на самолетоносача USS Coral Sea (CVA-43) и 1 (VF-1). В последната, базирана на атомния самолетоносач USS Enterprise (CVN-65), служи от април 1972 г. до септември 1975 г. и взима участие в заключителните операции от Виетнамската война. На атомния самолетоносач, Гибсън лети на новия изтребител-прехващач F-14 Tomcat. След прекратяване на военните действия той постъпва във военноморската академия „Мирамар“ в Калифорния, по известна като „ТОП ГЪН АКАДЕМИ“. През юни 1977 г. е назначен като инструктор в 124-та бойно-учебна ескадрила, базирана в щата Мериленд. По време на своята кариера Р. Гибсън и налетял повече от 6000 полетни часа на реактивни самолети и е осъществил над 300 приземявания на палубата на самолетоносачи. През 2006 г. придобива професионално свидетелство за управление на пътнически многодвигателни самолети.

## Служба в НАСА
Избран е за астронавт от НАСА през юни 1978 година, Астронавтска група №8.

### Полети
Р. Л. Гибсън лети в космоса като член на екипажа на пет мисии:
| Космически полети на Робърт Лий Гибсън                 | Космически полети на Робърт Лий Гибсън | Космически полети на Робърт Лий Гибсън | Космически полети на Робърт Лий Гибсън | Космически полети на Робърт Лий Гибсън | Космически полети на Робърт Лий Гибсън | Космически полети на Робърт Лий Гибсън |
| №                                                      | Дата                                   | КК                                     | Емблема на мисията                     | Функции                                | Продължителност                        |                                        |
| ------------------------------------------------------ | -------------------------------------- | -------------------------------------- | -------------------------------------- | -------------------------------------- | -------------------------------------- | -------------------------------------- |
| 1                                                      | 3 февруари 1984                        | „Чалънджър“, мисия STS-41B             |                                        | Пилот                                  | 7 денонощия 23 часа 15 мин. 55 сек.    |                                        |
| 2                                                      | 12 януари 1986                         | „Колумбия“, мисия STS-61C              |                                        | Командир                               | 6 денонощия 02 часа 03 мин. 51 сек.    |                                        |
| 3                                                      | 2 декември 1988                        | „Атлантис“, мисия STS-27               |                                        | Командир                               | 4 денонощия 09 часа 05 мин. 37 сек.    |                                        |
| 4                                                      | 12 септември 1992                      | „Индевър“, мисия STS-47                |                                        | Командир                               | 7 денонощия 22 часа 30 мин. 23 сек.    |                                        |
| 5                                                      | 27 юни 1995                            | „Атлантис“, мисия STS-71               |                                        | Командир                               | 9 денонощия 19 часа 23 мин. 09 сек.    |                                        |
| Сумарно време в космоса – 36 денонощия 04 часа 15 мин. |                                        |                                        |                                        |                                        |                                        |                                        |

### Административна дейност
По време на службата си в НАСА, Робърт Гибсън е заемал две от най – отговорните административни длъжности в агенцията: един мандат като Шеф на Астронавтския офис (декември 1992 – септември 1994 г.) и за кратко – Изпълняващ длъжността Директор по екипажите в полетните операции (март – ноември 1996 г.).

## Личен живот
Робът Лий Гибсън е женен за астронавтката от НАСА Реа Седън. Двамата имат три деца: Пол, Дан и Емили. Цялото семейство живее в родния град на астронавтката Мърфрийзбъроу, Тенеси. Семейството е абсолютен рекордьор по участие в космически полети. Двамата заедно са участвали общо в осем мисии по програмата Спейс шатъл.

## Награди
1. Граждански отличия:
- Медал „Луи Блерио“ на FAI (1991 и 2004 г.);
- Златен медал „Юрий Гагарин“ на FAI;
- Специална награда „Freedom of Flight“ на Асоциацията за експериментални летателни апарати (1989 г.);
- Голяма награда на FAI за световни рекорди на височина и хоризонтален полет със самолет от клас C1A (1991, 1994 и 2004 г.).

2. Военни отличия:
- Медал за отлична служба;
- Летателен кръст за заслуги;
- Въздушен медал (3);
- Медал на USN за похвала;
- Почетен знак на USN;
- Медал на USN за бележити заслуги;
- Медал за служба в националната отбрана (2);
- Специален медал на експедиционните сили;
- Медал за участие в хуманитарни операции;
- Медал за служба във Виетнам;
- Медал за участие във Виетнамската война.

През 2003 г. Робърт Гибсън е приет в Астронавтската зала на славата.